# Petite Amie (album)
Pour les articles homonymes, voir Petite amie (homonymie).
Albums de Juliette Armanet
Brûler le feu
(2021)
Petite Amie est le premier album studio de la chanteuse Juliette Armanet sorti en 2017. L'album est certifié en France double disque de platine. L'album remporte en 2018 la Victoire de l'album révélation de l'année.

## Pistes
Toutes les chansons sont écrites et composées par Juliette Armanet. La réalisation est assurée par Marlon B, Juliette Armanet et Antoine Pesle.
| 1.  | L'Amour en solitaire           | 2:55 |
| 2.  | L'Indien                       | 3:31 |
| 3.  | Sous la pluie                  | 3:16 |
| 4.  | À la folie                     | 3:59 |
| 5.  | Cavalier seule                 | 2:46 |
| 6.  | Alexandre                      | 2:33 |
| 7.  | Manque d'amour                 | 3:06 |
| 8.  | À la guerre comme à l'amour    | 3:41 |
| 9.  | Un samedi soir dans l'histoire | 3:24 |
| 10. | Star triste                    | 3:58 |
| 11. | La Carte postale               | 2:56 |
| 12. | L'Accident                     | 2:52 |

Toutes les chansons sont écrites et composées par Juliette Armanet. La réalisation est assurée par Marlon B, Juliette Armanet et Antoine Pesle.
| 1. | Petite Amie         | 3:12 |
| 2. | La Nuit             | 3:21 |
| 3. | Loulou              | 3:53 |
| 4. | Adieu Tchin Tchin   | 2:59 |
| 5. | À la folie (Rework) | 3:45 |

## Clips vidéos
- Manque d'amour : 18 avril 2016
- L'Amour en solitaire : 3 janvier 2017
- L'Indien : 31 janvier 2018
- À la folie : 7 novembre 2018

## Classement
| Classement (2017-18)         | Meilleure position |
| ---------------------------- | ------------------ |
| Belgique (Wallonie Ultratop) | 29                 |
| France (SNEP)                | 10                 |
| Suisse (Schweizer Hitparade) | 63                 |

## Certification
| Pays          | Certifications | Ventes certifiées |
| ------------- | -------------- | ----------------- |
| France (SNEP) | 2 × Platine    | 200 000           |

## Récompenses
L'album remporte en février 2018 la Victoire de la Musique de l'album révélation de l'année.